# Ortopedska bolnišnica Valdoltra
Ortopedska bolnišnica Valdoltra (it. Ospedale ortopedico Valdoltra) je bolnišnica v Ankaranu. 
Dejavnost izvaja v 16 objektih s skupno uporabno površino 17.394 m2. Pokriva več kot polovico zmogljivosti slovenske ortopedije. Od leta 2013 si prizadeva za pridobitev naziva klinika.
Ime nosi po zalivu Valdoltra. Stoji poleg krajinskega parka Debeli rtič.
Vodi jo direktor Radoslav Marčan.

## Zgodovina
Odprli so jo 21. decembra 1909. Imenovala se je Obmorsko okrevališče (it. Ospizio marino di Valdoltra). Pobudo je dalo Društvo prijateljev otrok iz Trsta, gradnjo pa je podprl avstro–ogrski Rdeči križ. Bila je moderna zdravstvena ustanova za zdravljenje vseh oblik kostne in sklepne tuberkuloze, ortopedskih bolezni in poškodb muskulo-skeletnega sistema, namenjena otrokom iz celotne avstro-ogrske.

### 2. svetovna vojna in po njej
Med 31. decembrom 1943 in 30. septembrom 1944 jo je zasedala nemška vojska. Do aprila 1945 so jo zasedale organizacija Todt in druge vojaške enote, ki so jo popolnoma izropale. Do 12. julija 1945 je bila bolnica s posestvom v lasti italijanskega rdečega križa, nato jo je do začetka septembra istega leta prevzel K.U.N.I. (Komisija za upravo narodne imovine pri PNOO-ju za Slovensko Primorje), ki je poskrbel za obnovitvena dela. Obnovil je tudi pripadajoče trte in kmetijske objekte s prašiči in zajci.
V začetku leta 1947 je bila bolnišnica zopet opuščena. Kasneje je bila ena izmed enot Splošne bolnice Koper. S sklepom Vlade RS se je 9. decembra 1993 preoblikovala v javni zavod.

## Park vrtnic
V parku bolnišnice je 200 grmov vrtnic, od tega 90 vrst iz zbirke Gianfranca Fineschija, italijanskega profesorja ortopedije, ki je vrtnice daroval leta 1997.